# Arsenura oweni
Arsenura oweni är en fjärilsart som beskrevs av William Schaus 1921. Arsenura oweni ingår i släktet Arsenura och familjen påfågelsspinnare. Inga underarter finns listade i Catalogue of Life.